# Libor Matejčik
Libor Matejčik (někdy také nesprávně Matějčík, Matějček apod.) (* 15. září 1963 Teplice) je český kytarista, hokejový trenér, podnikatel a člen skupiny Motorband. Také působil například ve skupinách Kreyson, Vitacit, Hlahol či u Aleše Brichty.

## Dětství
Libor vyrůstal se dvěma sourozenci, starším bratrem Václavem a mladší sestrou Monikou. Od útlého mládí velice tíhl ke sportu a díky matce (harmonikářce a zpěvačce) také k hudbě. Sporty které dělal neustále střídal, a chtěl být co nejlepší možná i nejlepší.
První ovlivňování muzikou přišlo ve velice mladém věku, tak kolem šesti let. Díky své hudebně založené matce měli doma, čas od času malé domácí párty. Prvními hity které Libor tehdy opravdu znal byly například – Na Šumavě je dolina, Děti spirea, Škoda lásky atd. Od matky si také půjčoval harmoniku naučil se na ní píseň ze seriálu Vinnetou.
První setkání s rockovou muzikou přišlo ve věku 9–10 let, kdy Liborův bratr přinesl domů desky kapel The Beatles, Slade, Lokomotiv GT, Omega atd. Liborovi se hudba, navzdory faktu že jeho matku hudba příliš neoslovila začala líbit.

## Kariéra

### První krůčky v hudbě (1978–1984)
V 9.třídě ZŠ se Libor začal učit na kytaru. O něco později založil svou první kapelu – Statik a byla složená na škole v přírodě ze spolužáků. Nikdo nic neuměl, nikdo neměl peníze, nástroje. Tato kapela hrála asi 1 rok, odehráli cca 3 vystoupení. Na Libora se ale usmálo štěstí – dostal nabídku od skupiny Generace, kde už byli daleko lepší muzikanti. Začal cvičit v průměru 4 hod. denně. Netrvalo to dlouho a stal se leaderem skupiny Generace. S Generací obráželi koncerty v Teplicích a okolí v letech 1980–1981. Sestava kapely na vrcholu byla: Pavel Miko – zpěv, LM – g,Ivo Rittig – g, Pavel Hurčík bg (bratr Radka Hurčíka – Kabát) a Milan Krbec – bicí. V letech 1982–1983 kapela ale hrát nesměla, jedině pod jiným názvem – a ten jí dal Pavel Hurčík, tedy Motorband. Kapela tak začala znovu hrát. V říjnu 1984 nastoupil výkon trestu za ublížení na zdraví při autonehodě. Ještě předtím zvládl získat maturitu hornické průmyslovce. Během výkonu trestu kapela hrála krátce bez něj ale, musela ukončit hraní, protože bubeník musel na 2 roky na vojnu.

### Motorband (1985–1990)
Po návratu Libora z vězení 10. 5. 1985 na amnestii, zůstal z Motorbandu jen on a basák Pavel Hurčík. Hurčík mu navrhl do kapely svého bratra Radka, který hrál v tehdy ještě bezvýznamné skupině Kabát.V létě roku 1986 plánovali emigrovat a to se povedlo jen Pavlu Hurčíkovi, který založil v Německu kapelu Crisis. Radek Hurčík se vrátil do Kabátu.
Na podzim téhož roku začal dávat dohromady nový Motorband. Z vojny se vrátil původní bubeník Milan Krbec, těsně před tím jsem začal zkoušet s novým basákem Tomášem Jarolímem (ex Hlahol), z vojny se také vrátil Kamil Střihavka, o kterém věděl ještě před tím, než šel na vojnu. A také se vrátil Tomáš Krulich, kterého vzal jako kytaristu. Kapela pak začala dělat denně tříhodinové zkoušky. V roce 1990 vyšlo album Made In Germany a to v sestavě Střihavka/Matejčik/Krulich/Jarolím/Hafstein. Krátce po vydání alba se kapela rozpadla. Z tehdy velkých muzikantu se tak stali muzikanti v jiných kapelách a Libor Matejčik byl dokonce na úřadu práce, poté pracoval na stavbě či v restauraci.

### Kreyson (1992–1993)
Po půl roce co pracoval v restauraci obdržel nabídku od Ládi Křížka z kapely Kreyson. Spolupráce fungovalo ale pouze rok, poté se začala kapela hroutit i díky sporům mezi Křížkem a zbytkem kapely.

### Návrat Motorbandu a nemoc (1993–1994)
Matejčik obnovil Motorband ve spolupráci s Hafsteinem který rovněž působil v Kreysonu. Nový Motorband byl tvořen ještě Milanem Daimem – zpěv, René Shildhauerem – kytara a Jakubem Fojtíkem – basa. V této sestavě vyšlo druhé album – Rock 'n' Roll (1994). No a jak jinak, záhy po vydání se kapela rozpadla a opět po rezignaci zpěváka. Daim tři dny před nasmlouvaním tour s Kabátem oznámil, že končí a že na tour nepojede. Ostatní rozjeli kapelu Mewa. Matejčik situaci tak nezvládl po lidské stránce, a to kytarovému umu navzdory. Matejčik se po rozpadu kapely učil zpívat ale po několika měsících zkolaboval. Našli mu na plicích nádor a strávil více než měsíc v nemocnici. Byl operován, nádor nebyl zhoubný. Poté se začal věnovat tréninku malých hokejistů a tomu se věnuje dodnes.

### Vitacit (1996–1997)
Po návratu z nemocnice dostal nabídku od kapely Vitacit a kdo není její bubeník – Daniel Hafstein. Tomu navzdory jsou v kapele dobré vztahy. Dokonce společně byli i předkapelou pro Iron Maiden. Ovšem i přesto se nakonec nepohodl s Milošem Dodo Doležalem. Následně se věnuje podnikání, tréninku a kytaru odkládá na šest let.

### Hlahol (1999)
V roce 1999 se nechal přemluvit na pár koncertů se skupinou Hlahol. Díky Hlaholu dostává znovu chuť hrát, avšak vrací se až v roce 2000. V té době se seznámí se Stanislavem Neckářem, který mu coby vítěz Stanley Cupu pomůže v Teplicích s hokejem. V roce 2000 s dalším hokejistou Jiřím Kučerou zakládají mezinárodní hokejový kemp.

## Diskografie

### S Motorbandem
- Made In Germany (1990)
- Rock 'n' Roll (1994)
- Satisfakce (2005)
- Heart of the Machine (2009)
- V (2017)
- Černá & Bílá (2021)

### S Kreysonem
- Křižáci (1992 + anglická verze alba Crusaders, jako host)

### S Vitacitem
- Navostro (1995, ale pouze doprovodné vokály jako host)

### S Alešem Brichtou
- Grizzly (2010)